# Дневник Троянской войны
Дневник Троянской войны (лат. Ephemeris belli Troiani) — сочинение IV века н. э., написанное на латинском языке. Выдавалось за перевод сочнения Диктиса Критского, якобы сохранившееся со времён Троянской войны и повествующее о её ходе. Эта литературная мистификация в последние века античности и в Средневековье воспринималась как подлинный текст. На эту книгу, наряду с «Историей» Дарета Фригийского, ссылались средневековые историки, описывая Трою, как например, французский придворный историограф Бенуа де Сент-Мор в своём «Романе о Тро́е» (фр. Roman de Troie, 1160 год).

## История текста
В IV веке н. э. некий Луций Септимий выпустил сочинение в шести книгах «Dictys Cretensis Ephemeris belli Trojani». Книга была написана на латинском языке, однако выдавалась за перевод древней рукописи, написанной финикийскими письменами на табличках из липы или коры дерева. В предваряющей книгу истории было сказано, что она была написана Диктисом Критским, уроженцем Кносса, поручению критского царя Идоменея, которого он будто бы сопровождал в походе против Трои. Согласно завещанию автора, оригигнал рукописи был заключён в свинцовый ящик и похоронена вместе с ним.
Там он (ящик) оставался нетронутым целую вечность, когда на тринадцатом году правления Нерона могила была взорвана страшным землетрясением. Сундук был обнаружен пастухами, которые, убедившись, что он, вопреки их надеждам, не содержат сокровищ, передали его своему хозяину Евпраксиду, который в свою очередь подарил его Рутилию Руфусу, римскому правителю провинции, которым и Евпраксид и шкатулка были отправлены императору. Нерон, узнав, что письмена были финикийскими, вызвал в его присутствие людей, владеющих этим языком и которым объяснили их содержание. Все, переведенное на греческий язык, было размещено в одной из публичных библиотек, а Евпраксид был отправлен домой награждённым. 
Во втором предисловии приводится письмо, якобы написанное Луцием Септимием своему другу Квинту Арадию Руфину, в котором он, давая сжатую версию рассказа об открытии, сообщает своему другу, что, попав в его руки, он решил ради собственного развлечения и наставления других перевести его на латынь. По его словам, первые пять книг латинского перевода полностью соответствуют первым пяти книгам греческого оригинала — в них рассказывается о причинах и о ходе войны.
Филологи XIX века долго спорили, существовал ли вообще когда-либо греческий оригинал рукописи. Сомнения по этому вопросу были устранены обнаружением фрагмента на греческом языке среди папирусов Тебтуниса, обнаруженных Бернардом Гренфеллом и Артуром Хантом в 1899—1900 гг. Это доказало, что латинский текст и в самом деле являлся переводом.

## Текст
Текст книги разделен на шесть книг, каждая из которых содержит в общей сложности около тридцати глав.

## Содержание

### Книга I. От похищения Елены до отплытия греческого флота из Авлиды
После смерти Катрея, царя Крита и сына Миноса и Пасифаи, ахейские князья встречаются, чтобы разделить между собой богатство Атрея. В этот момент Александр Фригийский, сын царя Трои Приама, прибыл на Крит, похищает Елену, жену Менелая, а также Эфру и Климену, свойственниц Менелая. Чтобы вернуть Елену, князья, собравшиеся в Спарте, основали посольство, которому поручают заявить жалобу на совершенное беззаконие и потребовать назад Елену и все похищенное вместе с ней. В то время как Александр, все еще путешествуя после остановки в Сидоне, предательски убивает царя сидонян Феника, который дружелюбно принимал его, и похищает его богатство.
В Трое Приам выслушивает жалобу посла Паламеда на злодеяния сына, но велит отложить жалобы до прибытия Александра. Народ же возмущён действиями Александра. Однако Александр, прибыв, подкупает братьев привезёнными сокровищам, а старейшин и народ подчиняет насилием и угрозами.
После провала посольства и прибытия Елены и её похитителя в Трою Приам и его жена Гекуба начинают защищать Елену, которая заявляет, что что не устраивает ее брак с Менелаем и она больше не хочет возвращаться в Спарту.
Сыны Приама задумали тайно убить послов, чтобы те не побуждали греков к войне с Троей. Однако благодаря Антенору они смогли покинуть Трою.
Тем временем Пелопиды приносят клятву и собираются идти большой войной на Трою, если Елена и сокровища не будут возвращены. Объявляется общее место для сбора — Аргос. Туда прибывают Аякс, его брат Тевкр, Нестор с Антилохом и Фрасимедом, Ахилл и многие другие. После воинских ритуалов вождём был избран Агамемнон. Был построен огромный флот и собраны войска.
Агамемнон случайно убивает близ рощи Дианы пасущуюся козу, любимицу богини. Гнев Дианы вызывает моровую язву среди войск. Некая одержимая женщина говорит, что Агамемнон должен принести богине в жертву свою старшую дочь Ифигению. Агамемнона лишают власти над войском. Улисс решает обмануть Агамемнона и доставляет ложное письмо о подготовке брака Ифигении с Ахиллом. Ему верят и он увозит Ифигению, а потом объявляется с ней в роще Дианы. Готовится жертвоприношение, но в этот момент разражается буря, а потом голос богини запрещает жертвоприношение девушки. Перед алтарём появляется красивая лань, которую и приносят в жертву. Ифигению тайно от всех вручают скифскому царю.
Менелаю говорят, что жертвоприношение совершилось и возвращают ему звание главнокомандующего. Войско отплывает из Авлиды.

### Книга II. Высадка в Мизии. Мобилизация троянцев. Греки высаживаются на берег Трои и разоряют окрестности
Оказавшись на побережье Мизии, греки начинают войну против царя Телефа (владыки этой местности). После ожесточённой битвы они отправляют к Телефу послов, чтобы объяснить свои цели и заключить перемирие. Телеф серьёзно ранен в бедро, но мужественно переносит боль и дружественно ведёт себя с греками. Сыновья Эскулапа Махаон и Подалирий идут к царю исцелить рану; им удаётся её обезболить, но не вылечить.
Торговцы-скифы доносят до троянцев весть о том, что греки собрались мстить. Это вызывает панику в Трое. Александр рассылает послов, чтобы мобилизовать всех союзников троянцев. Его цель — не допустить высадки греков у берега Трои и перенести войну в Грецию.
Греки тем временем узнают от Телефа, что раньше весны плавание к Трое невозможно из-за неблагоприятных ветров. Цари возвращаются в Беотию и проводят зиму в своих царствах.
Аргос, мучаясь от недолеченной раны, прибывает в Аргос: он получил указание от оракула Аполлона обратиться к Ахиллу и сыновьям Эскулапа. Здесь он излечивается.
Начинается девятый год от начала похода. Греки, наконец, доплывают до берегов Трои (под руководством Телефа). С трудом высадившись на берег, греки под предводительством Ахилла и Аякса, занимают позиции вблизи Трои. Телеф отплывает домой.
Царь Кикн, союзник троянцев, нападает на греков во время похорон Протесилая. Ахилл убивает Кикна. Греки принимают решение разорить все окрестности Трои и уничтожить всех её союзников. Ахилл разоряет царство Кикна, потом нападает на неандрийцев, но те мольбами и уговорами (а также щедрыми подарками) добиваются дружбы с греками.
В это же время до греков доходит Пифийский оракул: все должны уступить Паламеду совершение жертвоприношения Аполлону Сминфейскому. Войско соглашается с этим, так как Паламед очень популярен.; Во время жертвоприношения Александр нападает на греков. во время этого жертвоприношения Филоктета, стоявшего недалеко от алтаря, жалит змея. Его отправляют на Лемнос для исцеления.
Позавидовав популярности Паламеда, Диомед и Улисс заманивают его в ловушку и убивают.
Ахилл и Аякс продолжают успешно опустошать окрестные территории, убивают царей, захватывают царских дочерей. Некоторые народы пытаются заключить с греками мир или сдаются. Самой ценной добычей стал Полидор, младший сын Приама. Греки снаряжают посольство для обмена Полидора на Елену.
В числе послов — Менелай и Улисс. Они выступают перед троянскими старейшинами. Менелай говорит всё то же, что и раньше. Улисс произносит политическую речь, напирая на то, что поступок Александра разрушает доверие между людьми и саму цивилизацию. Теперь никто не поверит в долг гостеприимства, брат начнёт подозревать брата и т. п. Старейшины с этим соглашаются. Царь Приам, узнав о захвате Полидора, приходит в отчаяние. Однако Александр снова заставляет всех повиноваться себе и предлагает убить Менелая и Улисса, если греки не отдадут Полидора.
После долгих бесплодных разговоров троянцы отказываются отдавать Елену. Греки в ответ на это выводят Полидора под стены Трои и забивают его камнями. Его растерзанное тело отдают матери, Гекубе.
Продолжается разграбление окрестностей Трои. Аякс захватывает Питию, Гаргар, Арисбу, Гергифу, Скепсис, Лариссу? похищает скот с горы Ио и т. п.
Жрец Аполлона Зминфийского Хрис, узнав, что его дочь Астинома находится у Агамемнона, приходит с большой процессией и просит именем бога вернуть дочь. Греки соглашаются, но Агамемнон отказывается вернуть добычу и прогоняет Хриса прочь.
Через небольшое время на греков обрушивается моровая язва. Царей она не затрагивает, но множество воинов умирает в мучениях. Калхант, знающий будущее, объявляет, что это гнев Аполлона Зминфийского. Греки требуют от Агамемнона вернуть дочь жрецу. Агамемнон отказывается выполнять их требования.
Троянцы, видя, что греческое войско ослаблено болезнью, предпринимают вылазку из города. В битве с греками погибает много людей с обеих сторон.
Греки решают сделать главным над войском Ахилла. Агамемнон, боясь остаться без власти, говорит, что готов отказаться от Астиномы, если ему отдадут Гипподамию, принадлежащую Ахиллу (который получил её в награду за свои подвиги). Всем кажется это жестоким и несправедливым, но Гипподамию всё же забирают у Ахилла, а Астиному приводят к алтарю Аполлона и совершают жертвоприношение. После этого болезнь начинает отступать.
Ахилл перестаёт общаться с греками, обвиняя их в предательстве и подлости — они отдали Гипподамию Агамемнону, хотя это было несправедливо. Он живёт у себя в палатке вместе с немногими приближёнными.
Союзники троянцев начинают колебаться. Видя это, Гектор замышляет вылазку и гонит всех на бой. Ахилл со своими мирмидонянами на бой не выходит — он очень обижен.
Войска выстраиваются — и, не вступая в бой, расходятся. Греки идут на свои корабли. Ахилл, желая отомстить за обиду, пытается напасть на греков, но греки успевают вооружиться, и Ахилл отправляется к себе в палатку.
Через несколько дней происходит новая битва между греками и троянцами. Менелай видит Александра и устремляется на него. Тот бежит, но Гектор и Деифоб набрасываются на него и заставляют вернуться в строй и бросить вызов Менелаю. Те сходятся один на один. Менелай ранит Александра в бедро, но тут его ранит из потайного места стрелой Пандар. Толпа троянцев спасает Александра. Пандар из укрытия продолжает расстреливать греков, пока Диомед не убивает его ударом копья.
Через некоторое время троянцы под руководством Гектора успешно нападают на греков. Гектор метает огонь в греческие корабли. Греки испуганы и просят у Ахилла возглавить их, но тот отклоняет их мольбы. Появляется Аякс и возглавляет греков. Троянцы бегут, потеряв многих воинов и даже вождей. Греки побеждают. Агамемнон устраивает пир, на котором восхваляют Аякса.
Рес, сын Эиона, связанный дружбой с Приамом, за условленную плату подошел с большим войском фракийцев. Диомед с Улиссом замечают его войско, но принимают его за троянское. Они проникают в лагерь и в палатке царя убивают его самого и захватывают его коней и колесницу.
Троянцы видят, что их дела плохи, и посылают к грекам посольство.
Греки собирают совещание. Аякс Теламонов заявляет, что надо отправить к Ахиллу послов, дабы они от имени вождей и войска попросили его отказаться от гнева и вернуться к обычной дружбе со своими. Агамемнон приносит жертву и клянётся, что не прикасался к Гипподамии, и держал её у себя только из-за гнева на Ахилла. Агамемнон добавляет, что он готов выдать за Ахилла замуж ту из дочерей, которая придется ему по душе, и присоединяет к этому десятую часть всего царства и 500 талантов в качестве приданого.
К Ахиллу отправляют посольство. Тот долго обвиняет греков в несправедливости, но в конце концов соглашается помириться. Устраивается пир, украшенную Гипподамию ведут в палатку Ахилла.

### Книга третья. Убийство Патрокла. Убийство Гектора Ахиллом и погребение Гектора
В течение зимы обе стороны не ведут военных действий. Начинается общение между греками и троянцами, они даже вместе присутствуют на молениях Аполлону. Однажды Ахилл присутствует на жертвоприношении Гекубы, на котором присутствует Поликсена, и влюбляется в неё. Он признаётся в этом друзьям, те советуют ему дождаться победы и взять Поликсену силой.
Ахилл, мучаясь из-за любви, предлагает Гектору прекратить войну, если ему отдадут Поликсену. Гектор выставляет условие — или Ахилл выдаст троянцам всё греческое войско, или убьет сыновей Плисфена и Аякса. Ахилл, услышав подобное, обещает убить Гектора в первом же сражении/
Весной греки снова начинают войну и устраивают сражение. Патрокл убивает Сарпедона. Ахилл пытается поразить Гектора, но тот ускользает, а Гелен из тайного места пронзает ему руку. Битва заканчивается вничью, но троянцы потеряли более выдающихся воинов.
Через несколько дней происходит вторая битва. Троянцы без предупреждения нападают на греков, ещё не успевших построиться и подготовиться к атаке. Патрокл, торопясь исправить положение, выступает из строя и его пронзает копьём Евфорб. Гектор пытается унести тело Патрокла, чтобы надругаться над ним. Аякс прогоняет Гектора, Евфорба убивают Менелай и другой Аякс.
Ахилл, узнав о гибели ближайшего друга (а также то, что причиной смерти было ранение в пах), впадает в скорбь и в ярость. Он устраивает пышные похороны Патроклу, а его прах заключает в урну, чтобы носить её с собой и похоронить в Греции — или, если погибнет, упокоиться месте с ним.
Происходит ещё несколько стычек с троянцами. Захвачены сыновья Приама Пис и Евандр. Ахилл убивает их и бросает тела собакам. Он клянётся спать на земле, пока не отомстит Гектору.
Спустя несколько дней становится известно, что Гектор в сопровождении небольшой охраны отправился встречать царицу амазонок Пенфесилею, пришедшую на помощь троянцам. Ахилл устраивает засаду и убивает Гектора и его людей. Одного из захваченных сыновей Приама он, отрубив ему руки, отправляет в Трою, чтобы тот рассказал о случившемся.
В Трое траур. Греки, наоборот, торжествуют, избавившись от опасного врага. В честь убийства Гектора греки устраивают спортивные состоязания (хотя и готовы к нападению).
Царь Приам, лишившись любимого сына, Гектора, в траурном платье приходит к Ахиллу и молит его отдать ему тело сына. С собой он приводит семью, в том числе супругу Гектора Андромаху и двух малолетних сыновей, а также повозки с золотом и серебром и другие дары. Ахилла известили обо всем, он велит привести Приама, а сам держит за пазухой урну с останками Патрокла.
Приам обнимает колени Ахилла и просит его снизойти к его жалкому состоянию и отдать тело сына. К его мольбам присоединяются остальные троянцы. Греки потрясены этим невыносимо жалким зрелищем. Ахилл, однако, произносит гневную речь, напоминая о том, что троянцы сами виноваты в своих несчастьях, и о гибели Патрокла, и обещает отомстить Елене, ставшей причиной всех бед.
Греческие вожди собираются на совет. Все они сходятся в том, чтобы Ахилл, приняв все, что привезено, выдал тело. Потом к Ахиллу приходит Поликсена и обещает ему отдать себя добровольно в рабство в обмен на выдачу тела. Ахилл крайне взволнован и даже плачет. Он предлагает Приаму разделить с ним трапезу, на что тот соглашается. Во время пира он спрашивает Приама, зачем троянцы, столько претерпев из-за Елены, не изгонят её. Приам отвечает, что на Трою обрушился гнев богов, и рассказывает о том, что перед рождением Александра Гекуба увидела сон, будто родила горящий факел, который сжигает город. Жрецы говорят, что этот ребёнок погубит Трою, и принимается решение убить его. Однако Гекуба из жалости тайно передала его на воспитание пастухам на Иде. Когда же он вырос, ни у кого не поднялась рука убить его.
Царь просит Ахилла, чтобы тот позаботился о Поликсене и взял ее себе. В ответ юноша говорит, что в свое время обдумает и это; а пока велит ей возвращаться с отцом.

## Оценки
Содержание представляет собой сжатое фактичное изложение греческих мифов и событий, описываемых в «Илиаде», с точки зрения образованного римлянина эпохи упадка. Текст построен как повествование о реальных событиях. Встречающиеся у Гомера ссылки на волю богов и творимые ими чудеса минимизированы. Там, где без соответствующей ссылки обойтись невозможно (например, истории с возникновением моровой язвы и жертвоприношением Ифигении — I, 19-20), об этом повествуется не без доли скепсиса.
Все симпатии автора на стороне греков, троянцы представлены как варвары. Парис в изображении Диктиса — негодяй и разбойник (I, 3, 5, 7 и т. д.).
Типичный фрагмент из первой книги (3-4).
3. А в это время Александр Фригийский, сын Приама, в сопровождении Энея и других родственников, гостеприимно принятый в доме Менелая в Спарте, совершил бесчестнейший поступок. Увидев, что царь уехал, он, охваченный любовью к Елене, так как она была самой прекрасной из всех греческих женщин, похитил и ее, и много имущества из ее дома, а также Эфру и Климену, родственниц Менелая, которые находились при ней для услуг.
После того, как на Крит прибыл вестник и рассказал Менелаю, что учинил Александр против его дома, по всему острову, как обычно бывает в подобных случаях, распространилась сильно преувеличенная молва. Кое-кто говорил, что царский дом захвачен, царство ниспровергнуто и многое другое в таком же роде.
4. Узнав о происшедшем, Менелай, хотя и был глубоко взволнован похищением жены, однако, гораздо больше возмущался обидой, нанесенной его родственницам, о которых мы упоминали выше. Когда Паламед заметил, что потрясенный царь потерял рассудок от гнева и негодования, он сам снарядил корабли, оснащенные всем необходимым, и причалил к берегу. Затем, наскоро утешив царя и погрузив на корабль то из доставшегося ему по разделу, что в таком трудном положении позволило время, он заставил его взойти на корабль. Так, при благоприятном ветре они через несколько дней достигли Спарты. Туда, узнав о событиях, уже съехались Агамемнон, Нестор и все греческие цари из рода Пелопа.
Как только стало известно, что Менелай прибыл, все собираются вместе. Хотя жестокость поступка и вызывала негодование и желание мстить за обиду, однако, по всеобщему решению сначала отправляют в Трою послов: Паламеда, Улисса и Менелая, которым поручают заявить жалобу на совершенное беззаконие и потребовать назад Елену и все похищенное вместе с ней.